# Muang Sanamxai
Muang Sanamxai är ett distrikt i Laos.   Det ligger i provinsen Attapeu, i den södra delen av landet, 500 km sydost om huvudstaden Vientiane.